# Paraponera clavata
Paraponera clavata (v češtině se někdy uvádí jako mravenec býčí) je druh mravenců obývající nížinné deštné lesy neotropické oblasti od Hondurasu po Paraguay. Jsou červenohnědě až černě zbarvení, dělnice dosahují délky 2–3 centimetry, královny jsou mírně větší. Kolonie bývají tvořeny několika stovkami jedinců, nacházejí se především pod trichiliemi a bakabami. Jsou draví, jejich kořist tvoří například housenky motýla Greta morgane. Mravenci bývají napadáni parazitickými muškami Apocephalus paraponerae.
Druh náleží do starobylého rodu Paraponera, který se oddělil od ostatních mravencovitých před devadesáti miliony lety. Jediný další druh Paraponera dieteri vyhynul asi před patnácti miliony lety a je znám z nálezů v jantaru v Dominikánské republice.
Na obranu před predátory užívá mravenec žihadlo s jedovou žlázou obsahující silný peptid zvaný poneratoxin. Bodnutí tímto hmyzem je označováno za nejbolestivější vůbec, má Schmidtův index 4+. Ve španělštině bývá proto Paraponera nazývána hormiga bala (projektilový mravenec, protože bodnutí připomíná průstřel) nebo hormiga veinticuatro (čtyřiadvacetihodinový mravenec, protože tak dlouho zpravidla trvá, než bolest odezní). Amazonští domorodci z etnika Sateré-Mawé používají nasazení speciálních rukavic naplněných těmito mravenci jako zkoušku dospělosti. Zmínky o tomto druhu se objevují ve filmu Ant-Man.